# Hans Käbnick
Hans Käbnick (* 29. Mai 1904 in Hamburg-Barmbeck; † 24. Juli 1934 in Westerland) war ein deutscher Lehrer, Maler, Grafiker, Schriftsteller und Leiter der Agitproptruppe Die Nieter. Sein Künstlername war die kleingeschriebene Anfangsbuchstabenfolge haka.

## Leben
Hans Käbnick wurde 1904 in Hamburg-Barmbek als jüngstes von fünf Kindern eines Maurers geboren. Nach dem Besuch der Volksschule von 1911 bis 1919 ließ er sich ab Ostern 1919 sechs Jahre lang am Lehrerseminar in der Binderstraße zum Lehrer ausbilden. Für den aus ärmlichen Verhältnissen Stammenden war diese Zeit entbehrungsreich, denn weil sein Vater oft erwerbslos war, musste er die Eltern teilweise mitversorgen, weshalb er sich in der Freizeit als Werftarbeiter, Kontorgehilfe und Bauarbeiter verdingte. Der finanziellen Situation war auch der Abbruch des 1925 begonnenen Studiums schon nach dem ersten Semester geschuldet.
Über die Mitgliedschaften in den Organisationen Sozialistische Arbeiter-Jugend (SAJ) und Kommunistischer Jugendverband Deutschlands (KJVD) kam er nach 1927 zur KPD. Mitte der 1920er Jahre begann er in der kommunistischen Hamburger Volkszeitung (HVZ) Kritiken zu Theater, Film, Kunst und Literatur sowie erste Kurzgeschichten zu veröffentlichen.
Etwa zeitgleich stieg er bei der „Proletarischen Bühne“ ein und von Herbst 1927 bis Herbst 1930 war er Leiter der Agitproptruppe „Die Nieter“. 1929 wurde er Mitglied des Vorstandes des Arbeiter-Theater-Bundes (ATBD) und des Bundes proletarisch-revolutionärer Schriftsteller (BPRS). Auf dem 11. Bundestag des ATBD im April 1930 hielt er ein ausführliches Referat mit dem Titel Die nächste Etappe des Arbeitertheaters, dessen selbstgebundenes Typoskript später in die Deutsche Akademie der Künste, Abteilung für deutsche Theatergeschichte, gelangte. Nach seinem Auftritt wandte er sich mehr der Schriftstellerei zu.
1930 unternahm er Reisen nach Italien und Großbritannien und startete mit einer Vertretungsstelle als Lehrer für Deutsch, Englisch, Zeichnen und Werken an der Landschule Moorwärder ins eigentliche Berufsleben. Danach war er an der Volksschule Vierländer Straße 61 beschäftigt und später an der neu erbauten Schule Meerweinstraße in Winterhude. Er ging 1931 – beurlaubt – nach Stuttgart und kehrte nach Erhalt einer Stelle als Lehrer an der Volksschule Bullenhuser Damm 94 nach Hamburg zurück. 1932 schloss er sich der Zeichengruppe 32 an und belegte ein halbes Jahr lang einen Abendkurs im Aktzeichnen bei Arthur Siebelist an der Landeskunstschule. Ab Oktober 1932 verweilte er für ein knappes Jahr in Stuttgart, wo er sich dem Schreiben von Theaterstücken widmete.
1933 war ihm bewusst, dass er den Nationalsozialisten, die als neue Machthaber Kommunisten verfolgten, bekannt war, deshalb vermied er von einem auf den anderen Tag jegliche politische Betätigung. Als seine Hamburger Wohnung durchsucht wurde, wobei die vorgefundenen Werke zerschlagen wurden, brach er, um seine Nervosität zu dämpfen, zu einer Italienreise auf. Er erlebte beiläufig, was es bedeutete, ein Flüchtling zu sein, und entschied sich gegen eine Emigration. Im September beorderte ihn die Schulbehörde nach Hamburg an die Volksschule Bullenhuser Damm zurück. Er passte sich in der Folge den Umständen an, dennoch wurde er von der Gestapo drangsaliert. Am 24. Juli 1934 nahm sich der 30-jährige in Westerland auf Sylt das Leben.
Sein durch Eltern und Schwester zunächst erhaltener, jedoch durch einen Bombenangriff während des Krieges reduzierter Nachlass befindet sich im Archiv der Berliner Akademie der Künste, in der Sammlung der Gedenkstätte Ernst Thälmann, Hamburg, und im Besitz von Irma Braun, der in Maschen lebenden Mutter seines 1930 geborenen Sohnes.

## Die Nieter
Der Ursprung der Agitproptruppe „Die Nieter“ liegt in den Nachtvorstellungen der KPD unter der Bezeichnung „Proletarische Bühne, Ortsgruppe Hamburg des Deutschen-Theater-Bundes“ (der „DAThB“ war Vorläufer des „ATBD“), die nach den Abendvorstellungen des Schiller-Theaters Altona stattfanden. Käbnick stieß etwa 1925 hinzu. Alle Mitglieder übten noch reguläre Berufe aus und trafen sich in ihrer Freizeit. Käbnick steuerte 1926 die Stücke Auf Vorposten der Revolution und Die Kommune lebt, bei. Die Regie wechselte hauptsächlich zwischen Heinrich Liebers (Schauspieler an den Hamburger Kammerspielen), Edmund von der Meden (Bühnenkomponist), Hans Käbnick und dem weithin bekannten Gustav von Wangenheim. Aus dieser Konstellation gingen unter gleich gebliebener Leitung 1927 „Die Nieter“ hervor, benannt nach den Nietkolonnen auf den Werften. Käbnick wurde im Herbst die Leitung überantwortet und so prägte er den Darbietungsstil, indem er die auf Deutschlandtournee gewesene sowjetische Spieltruppe „Blaue Blusen“ als Vorbild nahm. Deren lebendige ans Publikum gewandte Vortragsweise statt klassisch-bürgerlicher stückimmanenter Rollenverkörperung, schnelle Szenenwechsel statt langatmiger Mehrakter und die aufgegriffene Tagesaktualität statt altbekannter Paradigmata übertrug er auf „Die Nieter“. Fortan schrieb er auch die meisten Texte. In der zweiten Jahreshälfte 1930 gab er die Leitung der „Nieter“ an Heinrich Liebers ab.

## Schriftstellerisches und bildkünstlerisches Schaffen
Käbnicks schriftstellerisches Werk umfasst „rote“ Erzählungen, Kurzromane, Tagebücher, zahlreiche Revue- und Kurzszenen, Sprechchöre, Texte für die „Proletarische Bühne“ und für „Die Nieter“. Aus dem Jahr 1932 datiert seine für das „Kollektiv Hamburger Schauspieler“ komplett selbst entwickelte Revue Hamburg bei Nacht. Außerdem schrieb er Kritiken in allen Kunstgattungen. Er unterzeichnete oft mit „haka“.
Sein bildkünstlerisches Schaffen begann mit Bleistiftzeichnungen von ihm nahestehenden Personen. Um 1923 entstanden naturgetreue Federzeichnungen. Nebenbei experimentierte er mit der Linoldrucktechnik. Für die Hamburger Volkszeitung und den Norddeutschen Volkskalender gestaltete er Vignetten. Ab 1932 arbeitete er neusachlich in Pastell-, Aquarell- und Ölfarben nach den Vorbildern Wilhelm Leibl, Käthe Kollwitz, Paula Modersohn-Becker und Rudolf Neugebauer. Schwerpunkte seiner Arbeit wurden Porträtzeichnung und Selbstbildnisse. Später ging er zu einem großzügigeren Darstellungsstil über, teils zu reinen Umrisszeichnungen. Er malte Zeitbezogenes, Landschaften, Hafenbilder, Stadtszenen, die Einfluss von Alexander Kanoldt verraten. Im Auftrag des Politikers Franz Jacob entwarf er Plakate für die KPD in der Art des Münchener Architekten und Malers Ludwig Hohlwein, oft in Zusammenarbeit mit der Kollegin Charlotte Pukall in deren Atelier. Einige der Entwürfe gingen in den Druck und erfuhren anschließende Plakatierung. Einen großen Leninkopf im Format 3 × 5 Meter beschlagnahmte die Gestapo. 1927 malte er in Müden (Örtze) in der Lüneburger Heide im Kinderheim der Internationalen Arbeiterhilfe (IAH) einen Fries im Stil Heinrich Vogelers in kristallinen Formen.